# Trichoniscoides leydigi
Trichoniscoides leydigi là một loài chân đều trong họ Trichoniscidae. Loài này được Weber miêu tả khoa học năm 1880.